# Чере Солоњо (Ређо Емилија)
Чере Солоњо је насеље у Италији у округу Ређо Емилија, региону Емилија-Ромања.
Према процени из 2011. у насељу је живело 115 становника. Насеље се налази на надморској висини од 849 м.